# 蔡美霆
蔡美霆（英文：Mandy Chai，1992年2月22日—），馬來西亞吉隆坡出生，16歲前往澳洲升學，畢業於悉尼大學護理學系，2014年度首屆澳洲華裔小姐競選冠軍，2015年度國際中華小姐競選冠軍，參賽號碼為15號，是第三位獲得國際中華小姐冠軍的悉尼代表，參選前為一名實習護士。

## 外部連結
- 2015國際中華小姐競選：15號蔡美霆
- 蔡美霆Facebook （页面存档备份，存于）
- 蔡美霆的Instagram帳戶